# Chata v Kôprové doline
Chata v Kôprové dolině, Vatra, (polsky Watra) byla maličká útulna na západním úpatí Kriváně, v Koprové dolině nedaleko Vajanského vodopádu ve Vysokých Tatrách. V roce 1924 vyhořela.

## Historie
Uherský karpatský spolek se v 19. století, věnoval výstavbě mnoha chat ve Vysokých Tatrách. Tiché a Koprové dolině nevěnoval mnoho pozornosti. Byly spíše doménou polských turistů než návštěvníků z Uherska. Byli to oni, kteří přes Hladké sedlo a Závory procházeli na jižní stranu Tater a navštěvovali Temnosmerečinskou dolinu a závěr Koprové doliny. Towarzystwo Tatrzańskie bez povolení úřadů a majitelů tohoto území postavilo v roce 1895 otevřenou dřevěnou útulnu nad severním břehem Temnosmrečinského potoka, asi 250 metrů nad jeho soutokem s Hlinským potokem. Nazvali ji Watra. Byla malá. Měřila 3,5 x 2,5 m. Vstupní otvor byl bez dveří. Kolem ohniska uprostřed koliby mohlo přenocovat na rohožích 8 turistů. V roce 1924 srub shořel. Říká se, že to byl nejlépe ukrytý přístřešek ve Vysokých Tatrách. 
V této části Vysokých Tater byla ještě jedna, dnes už zaniklá chata. Rudolfova chata (maďarsky Rudolf trónőrőkős vadászháza) byla původně lovecká chata následníka trůnu Rudolfa Habsburského. Stála na Nefcerskej Poliance při ústí Nefcerského potoka. Postavili ji v roce 1880. Byl to přízemní srub s třemi místnostmi. Když Rudolf v roce 1889 nečekaně zemřel, státní lesní správa zpřístupnila chatu turistům. Výletníci ji mohli využívat i jindy před rokem 1889, pokud Habsburkové nebyli na lovu. Byla to velmi primitivní chata, která nabízela jen střechu nad hlavou. Vyhořela v roce 1909. Koliba, která byla k ní předtím přistavěna, vyhořela o šest let později.  

## Galerie

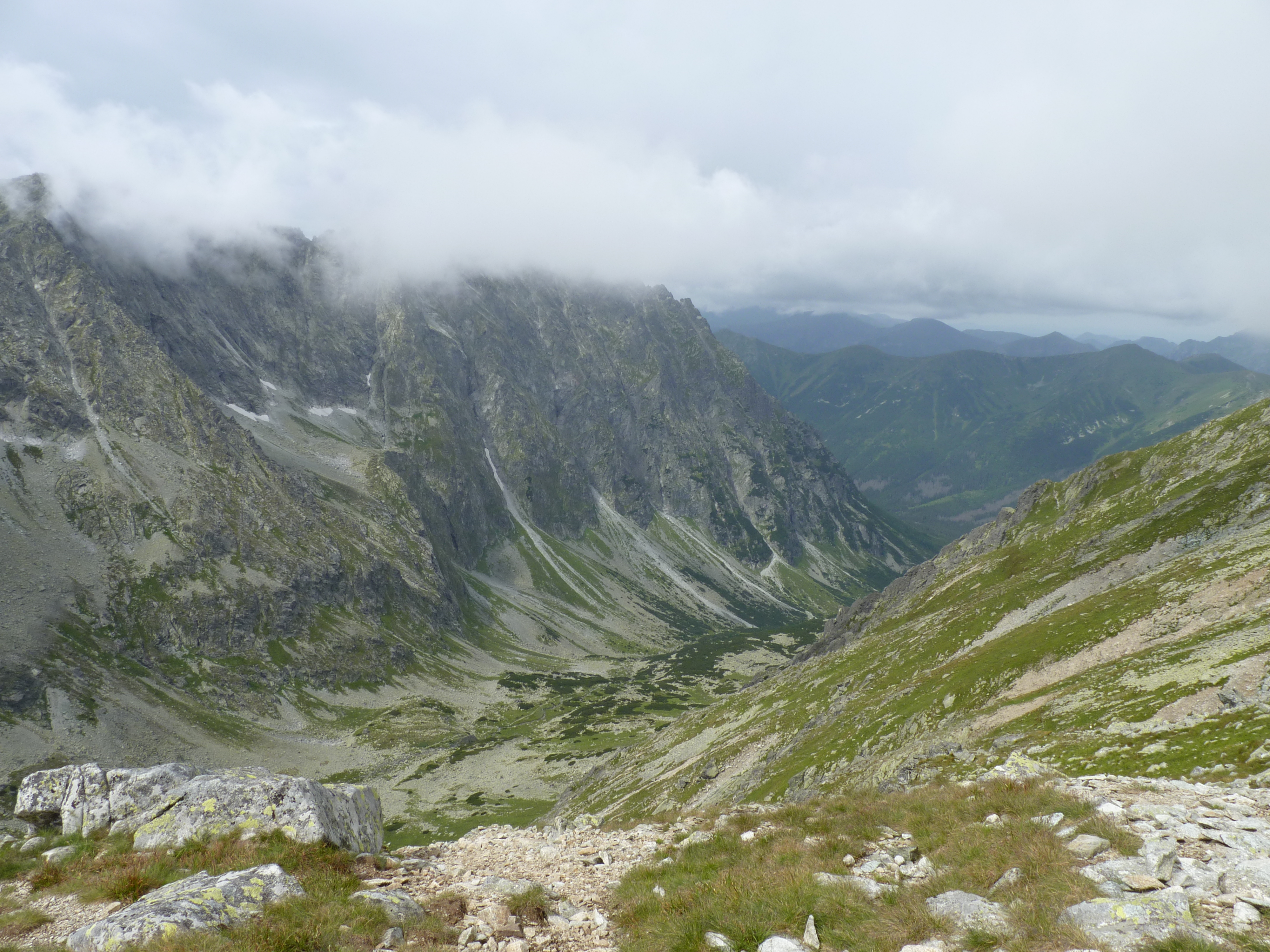
Kôprová dolina
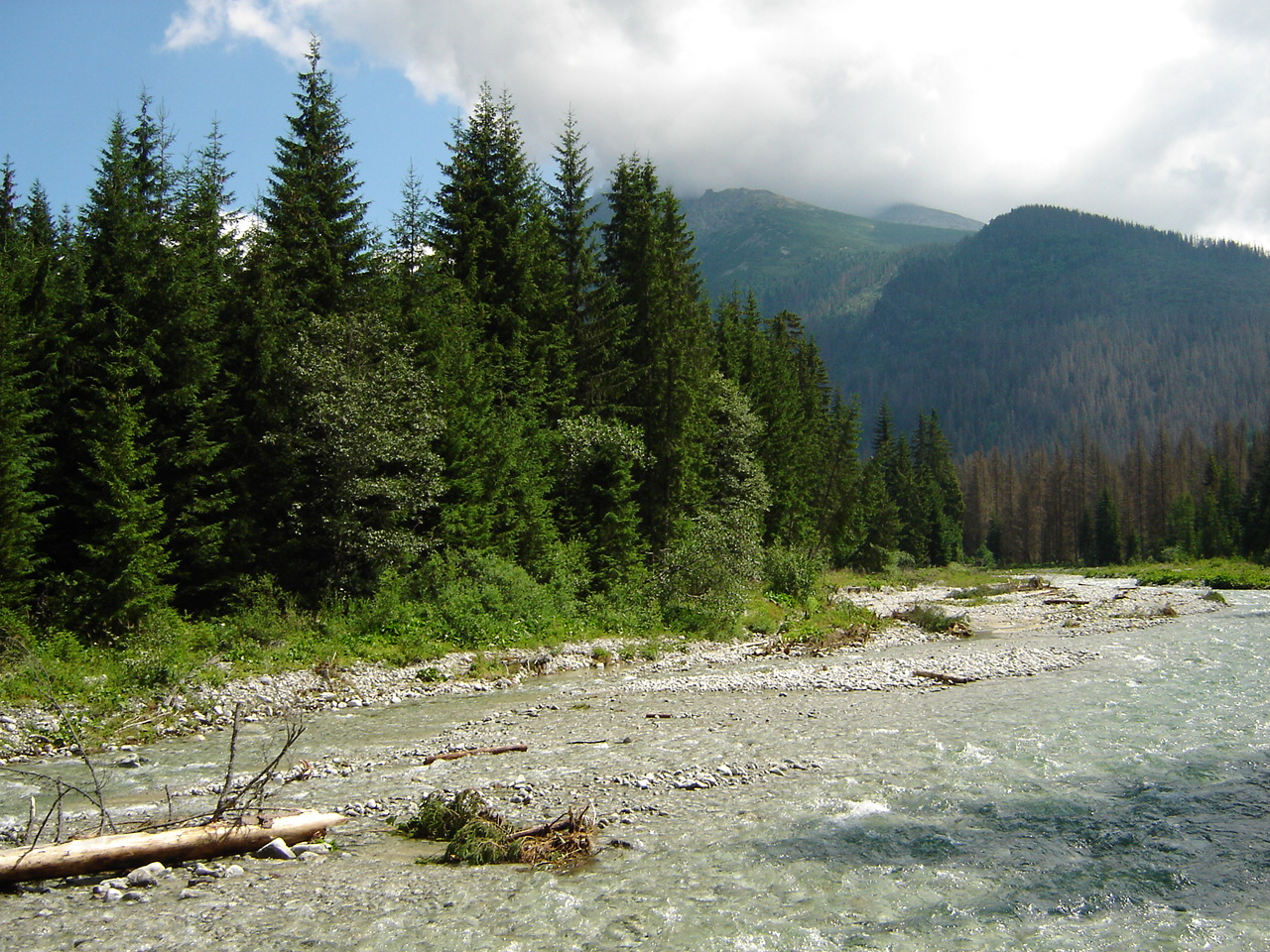
Kôprová dolina
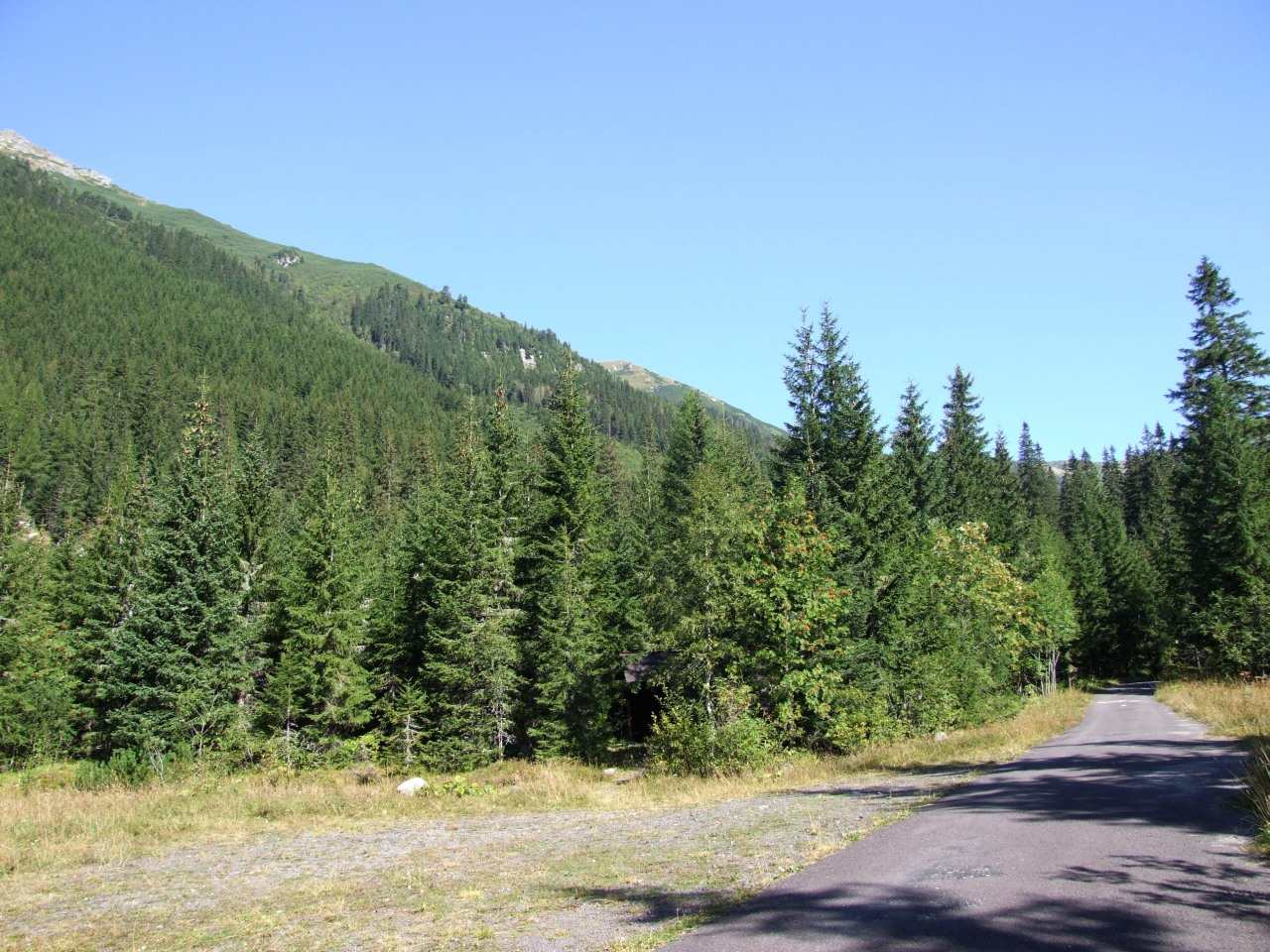
Kôprová dolina